# San Marino nos Jogos Olímpicos de Inverno de 1984
San Marino participou dos Jogos Olímpicos de Inverno de 1984, realizados em Sarajevo, na então Iugoslávia. 
Foi a segunda aparição do país nos Jogos Olímpicos de Inverno, onde foi representado por três atletas, todos eles homens, que competiram em dois esportes.

## Competidores
Esta foi a participação por modalidade nesta edição:
| Esporte             | Masculino | Feminino | Total |
| ------------------- | --------- | -------- | ----- |
| Esqui alpino        | 2         | 0        | 2     |
| Esqui cross-country | 1         | 0        | 1     |
| Total               | 3         | 0        | 3     |

## Desempenho

### Esqui alpino
Masculino
| Atleta             | Evento         | Descida 1 | Descida 1 | Descida 2 | Descida 2 | Total   | Total | Ref.  |
| Atleta             | Evento         | Tempo     | Pos.      | Tempo     | Pos.      | Tempo   | Pos.  | Ref.  |
| ------------------ | -------------- | --------- | --------- | --------- | --------- | ------- | ----- | ----- |
| Francesco Cardelli | Slalom gigante | 1:49.00   | 69º       | DNF       | DNF       | DNF     | DNF   | [ 3 ] |
| Francesco Cardelli | Slalom         | 1:17.67   | 59º       | 1:16.06   | 40º       | 2:33.73 | 40º   | [ 4 ] |
| Christian Bollini  | Slalom gigante | DNF       | DNF       | DNF       | DNF       | DNF     | DNF   | [ 3 ] |
| Christian Bollini  | Slalom         | 1:23.50   | 62º       | 1:16.54   | 41º       | 2:40.04 | 43º   | [ 4 ] |

### Esqui cross-country
Masculino
| Atleta             | Evento | Tempo     | Pos. | Ref.  |
| ------------------ | ------ | --------- | ---- | ----- |
| Andrea Sammaritani | 15 km  | 1:03:05.3 | 82º  | [ 5 ] |
| Andrea Sammaritani | 30 km  | 2:26:55.9 | 69º  | [ 6 ] |

Legenda
| Recorde mundial      | Recorde mundial (World record)               |                       | Recorde africano                      | Recorde africano (African) |                                           | Q | Classificado por posição (Qualified) |
| Recorde olímpico     | Recorde olímpico (Olympic record)            | Recorde da América    | Recorde da América (Americas)         | q                          | Classificado por melhor tempo (Qualified) |   |                                      |
| Melhor marca do ano  | Melhor marca do ano (World leading)          | Recorde asiático      | Recorde asiático (Asian)              | DNS                        | Não largou (Did not start)                |   |                                      |
| Recorde nacional     | Recorde nacional (National record)           | Recorde europeu       | Recorde europeu (European)            | DNF                        | Não terminou (Did not finish)             |   |                                      |
| Recorde pessoal      | Recorde pessoal do atleta (Personal best)    | Recorde da Oceania    | Recorde da Oceania (Oceania)          | DSQ / DQ                   | Desclassificado (Disqualified)            |   |                                      |
| Recorde da temporada | Recorde da temporada do atleta (Season best) | Recorde sul-americano | Recorde sul-americano (South America) | NM                         | Sem marca (No mark)                       |   |                                      |